# Рябов, Василий Терентьевич
Василий Терентьевич Рябов (1923—1986) — майор Советской Армии, участник Великой Отечественной войны, Герой Советского Союза (1943).

## Биография
Василий Рябов родился 5 сентября 1923 года в селе Старое Грязное (ныне — Сосновский район Тамбовской области). После окончания семи классов школы проживал в Ворошиловградской области Украинской ССР, работал на шахте. В январе 1942 года Рябов был призван на службу в Рабоче-крестьянскую Красную Армию. С августа того же года — на фронтах Великой Отечественной войны.
К октябрю 1943 года гвардии младший сержант Василий Рябов командовал отделением 78-го гвардейского отдельного сапёрного батальона 68-й гвардейской стрелковой дивизии 40-й армии Воронежского фронта. Отличился во время битвы за Днепр. 5 октября 1943 года отделение Рябова успешно осуществило переправу подкреплений на плацдарм на западном берегу Днепра в районе села Козинцы к югу от Киева. В тот день Рябов совершил 12 рейсов, переправив в общей сложности 160 советских бойцов и командиров.
Указом Президиума Верховного Совета СССР от 23 октября 1943 года гвардии младший сержант Василий Рябов был удостоен высокого звания Героя Советского Союза с вручением ордена Ленина и медали «Золотая Звезда».
После окончания войны Рябов продолжил службу в Советской Армии. В 1945 году он окончил Саратовское танковое училище. В 1967 году в звании майора он был уволен в запас. Проживал и работал в Волгограде. Скончался 30 января 1986 года.
Был также награждён орденами Красного Знамени и Отечественной войны 1-й степени, рядом медалей.

Мемориальная доска в Волгограде на доме, где жил Рябов (ул. Советская, д. 39).